# Provincia de Kep
La Provincia de Kep es un provincia del sur del Reino de Camboya. Está circunvalada por la Provincia de Kompot y al sur por el Golfo de Tailandia.

## Historia
La belleza natural de la pequeña península de Kep, en un contraste entre colinas y mar, ha sido siempre un gran atractivo durante toda su historia. Durante el llamado Protectorado Francés de Kampuchéa, los gobernadores colonialistas franceses hicieron de Kep un auténtico balneario al que llamaron "Kep-sur-Mer" en 1908. La elite camboyana continuó a mantener la idea francesa e incluso se construyó un Palacio para la familia real en una de las colinas. La historia se cambió en destrucción para Kep durante el régimen de los Jemeres rojos que destruyeron cada sitio, huellas que pueden hoy verse en grandes mansiones en ruinas con la cicatriz de proyectiles y bombas. Pasados los grises años de la guerra, la ciudad con un estatus especial se recupera y vuelve a ser un sitio de atracción turística en Camboya.

## Geografía
El reducido territorio de Kep, tan solo 336 kilómetros de área, es cambio rico en contrastes naturales: la pequeña península que se adentra al mar está cruzada por colinas de no mucha altura con un panorama verde por bosques tropicales y el esplendor de las playas. Se conecta con la Ciudad de Kompot y la Ciudad de Sihanoukville por la Carretera del Litoral. También cuenta con un parque nacional natural. Desde la península se puede ver la Isla de Phu Quoc en Vietnam.

## División política
La Provincia se divide en dos distritos:
- 2301 Damnak Chang´aeur.
- 2302 Ciudad de Kep.